# Championnat du Japon de Formule 2000 1973
Navigation
Édition suivante
Le championnat du Japon de Formule 2000 1973 est la 1re saison du principal championnat japonais de monoplaces. Comportant 8 courses, il démarre le 3 mai et se termine le 11 novembre.

## Écuries et pilotes
| Écurie                                    | Châssis                          | Moteurs   | Pilote             | Manches |
| ----------------------------------------- | -------------------------------- | --------- | ------------------ | ------- |
| Fred Opert Racing                         | Brabham BT38 Brabham BT40        | Ford      | Brian Robertson    | 1       |
| Fred Opert Racing                         | Brabham BT38 Brabham BT40        | Ford      | Mike Hall          | 1       |
| March Engineering                         | March 732                        | BMW       | Jean-Pierre Jarier |         |
| Singapore Airlines                        | Surtees TS15 March 732 March 722 | Ford BMW  | Graham Lawrence    | 1       |
| Singapore Airlines                        | Surtees TS15 March 732 March 722 | Ford BMW  | Sonny Rajah        |         |
| Singapore Airlines                        | Surtees TS15 March 732 March 722 | Ford BMW  | Vern Schuppan      | 1       |
| Leo Geoghegan                             | Birrana                          |           | Leo Geoghegan      |         |
| Riki Racing Developments                  | Lotus 69                         | Toyota    | Riki Ookubo        | 1-2     |
| Bellco Racing Team                        | Brabham BT30 Brabham BT36        | Ford      | Kuniomu Nagamatsu  | 1-2, 4  |
| Bellco Racing Team                        | Brabham BT30 Brabham BT36        | Ford      | Osamu Masuku       | 1       |
| Fushida Racers                            | Chevron                          | Ford      | Hiroshi Fushida    |         |
| Noritake Takahara                         | Brabham BT36                     | Ford      | Noritake Takahara  | Toutes  |
| Japan Racing Corporation Tazikawa Youichi | Jaraco Y182                      | Ford      | Tomahiro Tsutsumi  | 1       |
| Kouichi Satou Racing                      | Brabham BT23                     | Ford      | Kouichi Satou      | 1       |
| Heroes Racing                             | March 732 March 722              | BMW       | Hiromu Tanaka      | Toutes  |
| Heroes Racing                             | March 732 March 722              | BMW       | Motoharu Kurosawa  | 1-2, 4  |
| Heroes Racing                             | March 732 March 722              | BMW       | Masaharu Nakano    | 3       |
| Jiro Yoneyama                             | Mana 08                          | Chevrolet | Jiro Yoneyama      | 1       |
| Konomi Racing                             | Surtees TS15                     | Ford      | Takashi Yormo      | 4       |

## Résultats
| no | Date        | Course               | Lieu   | Vainqueur         | Voiture      | Pole position     | Record du tour    |
| -- | ----------- | -------------------- | ------ | ----------------- | ------------ | ----------------- | ----------------- |
| 1  | 3 mai       | Grand Prix du Japon  | Fuji   | Motoharu Kurosawa | March-BMW    | Vern Schuppan     | Motoharu Kurosawa |
| 2  | 12 août     | Great 20 Racers      | Suzuka | Noritake Takahara | Brabham-Ford | Hiromu Tanaka     | Noritake Takahara |
| 3  | 9 septembre | Suzuka Diamond Race  | Suzuka | Noritake Takahara | Brabham-Ford | Hiromu Tanaka     |                   |
| 4  | 11 novembre | Grand Prix de la JAF | Suzuka | Motoharu Kurosawa | March-BMW    | Motoharu Kurosawa | Motoharu Kurosawa |

## Classement
Système de points
| Nombre de points | Nombre de points | Nombre de points | Nombre de points | Nombre de points | Nombre de points | Nombre de points | Nombre de points | Nombre de points | Nombre de points | Nombre de points | Nombre de points |
| Position         | 1er              | 2e               | 3e               | 4e               | 5e               | 6e               | 7e               | 8e               | 9e               | 10e              |                  |
| ---------------- | ---------------- | ---------------- | ---------------- | ---------------- | ---------------- | ---------------- | ---------------- | ---------------- | ---------------- | ---------------- | ---------------- |
| Fuji             | 20               | 15               | 12               | 10               | 8                | 6                | 4                | 3                | 2                | 1                |                  |
| Suzuka           | 12               | 10               | 8                |                  |                  |                  |                  |                  |                  |                  |                  |

### Pilotes
| Pos | Pilote            | GPN | G2R | SDR | JAF | Pts |
| --- | ----------------- | --- | --- | --- | --- | --- |
| 1   | Motoharu Kurosawa | 1   | 2   |     | 1   | 44  |
| 2   | Hiromu Tanaka     | 4   | 3   | 2   | 3   | 36  |
| 3   | Noritake Takahara | Rit | 1   | 1   | 2   | 34  |
| 4   | Brian Robertson   | 2   |     |     |     | 15  |
| 5   | Graham Lawrence   | 3   |     |     |     | 15  |
| 6   | Masaharu Nakano   |     |     | 3*  |     | 8   |
| 7   | Mike Hall         | 5   |     |     |     | 8   |
| 8   | Kuniomi Nagamatsu | 6   | 4   |     | Rit | 5   |
| 9   | Kuichi Satou      | 7   |     |     |     | 4   |
| 10  | Osamu Masuku      | 8   |     |     |     | 3   |
| 11  | Riki Ookubo       | 9   | 5   |     |     | 2   |
| 12  | Jirou Yoneyama    | 10  |     |     |     | 1   |
| 13  | Takashi Yormo     |     |     |     | 4   | 0   |
|     | Vern Schuppan     | Rit |     |     |     | -   |
|     | Tomohiro Tsutsumi | Rit |     |     |     | -   |
| Pos | Pilote            | GPJ | G2R | SDR | JAF | Pts |